# Maximos IV Saïgh
Maximos IV Saïgh S.M.S.P. (1878 - 1967) là một Hồng y người Syria của Giáo hội Công giáo nghi lễ Greek-Melkite, trực thuộc Giáo hội Công giáo Rôma. Ông nguyên là Thượng phụ ba Tòa Thượng phụ: Tòa Thượng phụ Antioch, và hai tòa Thượng phụ Hiệu tòa Jerusalem và  Alexandria, đều thuộc nghi lễ Greek-Melkite. Ông cũng là một nghị phụ tham dự đầy đủ bốn giai đoạn của Công đồng Vaticanô II.

## Tiểu sử
Hồng y - Thượng phụ Saïgh sinh ngày 10 tháng 4 năm 1878 tại Saïgh, Hy Lạp. Sau quá trình trao dồi tu học tại cấc cơ sở chủng viện, ngày 17 tháng 9 năm 1905, Phó tế Saïgh được truyền chức linh mục, là linh mục Dòng Società dei Missionari di San Paolo, viết tắt là S.M.S.P. (Melkite Greek).
Ngày 30 tháng 8 năm 1919, linh mục Saïgh được chọn làm Tổng giám mục chính tòa Tổng giáo phận Tyr, tại Li Băng thuộc Giáo hội Công giáo Hy Lạp. Lế tấn phong được gấp rút tiến hành trong cùng ngày, bởi các nghi thức chính yếu được cử hành bới chủ phong Dimitrios I (Joseph) Cadi (Kadi), Thượng phụ Tòa Thượng phụ Antioch Giáo hội Hy Lạp; hai giám mục phụ phong gồm có Ignazio Homsi, Đại diện Thượng phụ tại Damas, thuộc Giáo hội Hy Lạp. Tân giám mục chọn châm ngôn:En aiaiih nika.
Mười bốn năm đảm nhận vị trí tại Tyr, ngày 30 tháng 8 năm 1933, ông được thuyên chuyển về Tổng giáo phận Beirut and Jbeil, tại Li Băng, thuộc Giáo hội Công giáo nghi lễ Hy Lạp. Mười bốn năm sau đó, Tổng giám mục Saïgh được cộng đồng giáo hội Hy Lạp chọn làm người đứng đầu giáo hội này, tước danh Thượng phụ Tòa Antioch, Thượng phụ Tòa Thượng phụ Hiệu tòa Jerusalem và Tòa Thượng phụ Hiệu tòa Alexandria, và chức danh là Giám mục chính tòa Giáo phận Damas, tất cả thuộc Syria. Ngày 21 tháng 6 năm 1948, phía Tòa Thánh xác nhận và chấp thuận việc bổ nhiệm này. Thượng phụ cũng tham gia đầy đủ bốn giai đoạn của Công đồng Vaticanô II, với vai trò nghị phụ.
Trong Công nghị Hồng y được cử hành ngày 22 tháng 2 năm 1965, Giáo hoàng Phaolô VI vinh thăng Thượng phụ Saïgh tước vị Hồng y của Giáo hội Công giáo Rôma, phẩm trật Hồng y - Thượng phụ. Hồng y Thượng phụ Saïgh qua đời ngày 5 tháng 11 năm 1967, hưởng thọ 89 tuổi.